# Bull Boars
Bull Boars sind Wurstspezialitäten, die in der Region um Daylesford im Bundesstaat Victoria (Australien) hergestellt werden. Sie wurden um die Jahrhundertwende von aus der Schweiz und Norditalien stammenden Immigranten in die damalige Goldgräberregion eingeführt. 
Die Rohwurst besteht aus Rindfleisch (Bull) und Schweinefleisch (Boar) sowie einer ebenso außergewöhnlichen wie typischen Gewürzmischung, Rotwein und Knoblauch. Heute werden die Würste zehn Minuten gekocht oder auch auf dem Barbecue zubereitet, hierbei werden sie manchmal auch längsseitig halbiert. Ursprünglich wurden die Würste jedoch als Wintervorrat nach Art einer Salami getrocknet.